# Златоустовский сельсовет (Амурская область)
Златоу́стовский сельсове́т — сельское поселение в Селемджинском районе Амурской области.
Административный центр — посёлок Златоустовск.

## История
28 июня 2005 года в соответствии с Законом Амурской области № 25-ОЗ образовано муниципальное образование «Рабочий посёлок (пгт) Золотоустовск» и наделено статусом городского поселения. 5 июля 2010 года в соответствии с Законом Амурской области № 361-ОЗ рабочий посёлок Златоустовск преобразован в сельский населенный пункт, а муниципальное образование — в сельское поселение Златоустовский сельсовет. 

## Население
| 2010 | 2011 | 2012 | 2013 | 2014 | 2015 | 2016 |
| ---- | ---- | ---- | ---- | ---- | ---- | ---- |
| 820  | ↘818 | ↘806 | ↘800 | ↗823 | ↘789 | ↘771 |
| 2017 | 2018 | 2021 |      |      |      |      |
| ↘748 | ↗754 | ↘639 |      |      |      |      |

## Состав сельского поселения
| № | Населённый пункт | Тип населённого пункта          | Население |
| - | ---------------- | ------------------------------- | --------- |
| 1 | Златоустовск     | посёлок, административный центр | ↗651      |
| 2 | Ольгинск         | посёлок                         | ↗103      |